# Список вулиць Львова (Ф)
Список усіх вулиць Львова, що починаються на літеру Ф.
У списку вулиці подані за алфавітом. Назви вулиць на честь людей відсортовані за прізвищем і подаються у форматі Прізвище Ім'я і/або Посада. Якщо вулиця названа за цілісним псевдонімом або прізвиськом, то сортування відбувається за першої літерою псевдоніма або імені, тобто Лесі Українки — на літеру Л, Марка Вовчка, Марка Черемшини — на М, Олени Пчілки — на О, Панаса Мирного — на П, Янки Купали — на Я тощо.
Курсивом позначені зниклі вулиці.
Колір фону у списку залежить від типу урбаноніма.
| Назва                     | Тип    | Колишні назви | Район                               | Місцевість          | Рік затв. | Джерела              |
| ------------------------- | ------ | --- | ----------------------------------- | ------------------- | --------- | -------------------- |
| Фабрична                  | вулиця | пляц Фабрични, Фабрікпляц | Залізничний                         | Богданівка          | 1944      | ПСВЛ, ВП, Л          |
| Федоровича Івана          | вулиця | частина вулиці між вул. Вірменською та вул. Ставпропігійською — Домініканьска бочна, Бляхарска, Бляхарська; частина вулиці між вул. Ставпропігійською та вул. Руською - Руска бочна, Бляхарска, Бляхарська; частина вулиці між вул. Руською та вул. Староєврейською — Жидовска, Бляхарска, Клемпнерштрассе, Бляхарська | Галицький                           | Центр               | 2024      | ПСВЛ, ІВЛ, ВП, Л, ІМ |
| Федьковича Юрія           | вулиця | Цментарна, Шептицкіх (част.); Кентшиньскєґо, Кірова, Тодтґассе, Кентшинського | Франківський                        | Новий Світ          | 1946      | ПСВЛ, ІВЛ, ВП, Л     |
| Фещенка-Чопівського Івана | вулиця | Фабрична (Кам'янка); Фанерна | Шевченківський                      | Кам'янка, Баторівка | 1993      | ПСВЛ, ІВЛ, ВП, Л     |
| Фіалкова                  | вулиця | | Шевченківський                      | Циганівка           | 1934      | ПСВЛ, ВП, Л          |
| Флінти Зиновія            | вулиця | Збіжжева | Залізничний                         | Сигнівка            | 1993      | ПСВЛ, ІВЛ, ВП, Л     |
| Франка Івана              | вулиця | частина вулиці між пл. Соборною та вул. Зеленою — Збожова (Ґетрайдеґассе); Панська, Пілсудскєґо, Червоноармійська, Пілсудскєго, Гауптштрассе, Пілсудського; частина вулиці між вул. Зеленою та вул. Менделєєва — Стрийска, Зиблікєвіча, Фіхтенштрассе, Зиблікевича, Чернишевського; частина вулиці між вул. Менделєєва та вул. Зарицьких — Зиблікєвіча (част.); пляц Пруса, Горліцерпляц, пл. Пруса; частина вулиці між вул. Зарицьких та вул. Ярославенка — Сьвєнтей Зоф'ї, Зофієнштрассе, св. Софії, Тімірязєва; частина вулиці між вул. Ярославенка та вул. Панаса Мирного — Поніньскєґо, Поніньскєго, Франкіштрассе, Льойтенштрассе, Франка | Галицький, Личаківський, Сихівський | Софіївка            | 1950      | ПСВЛ, ІВЛ, ВП, Л     |
| Франка Петра              | вулиця | Червєньска, Червенська, Татарбунарська | Шевченківський                      | Клепарів            | 2024      | ПСВЛ, ВП, Л, ІМ      |
| Фредра Алєксандера        | вулиця | Сьвєнтеґо Міколая (Міколайска), Фредри, Гіршштрассе, Гаврилюка | Галицький                           | Центр               | 1991      | ПСВЛ, ІВЛ, ВП, Л     |
| Фурманська                | вулиця | Капелюшніцка, Фурманьска, Фурманштрассе | Галицький                           | Центр               | 1944      | ПСВЛ, ВП, Л          |